# Cantó de Villemomble
El cantó de Villemomble és un cantó francès del departament de Sena Saint-Denis, situat al districte de Bobigny. Des del 2015 compta amb tres municipis.

## Municipis
- Neuilly-Plaisance
- Le Raincy
- Villemomble

## Història
| Data d'elecció                           | Identitat           | Partit                        | Qualitat |
| ---------------------------------------- | ------------------- | ----------------------------- | -------- |
| 1961-1964                                | Victor Larcher      | UNR                           |          |
| 1964-1988                                | Robert Calméjane    | UNR, després UDR, després RPR |          |
| 1988-2007                                | Patrice Calméjane   | RPR, després UMP              |          |
| 2007-                                    | Jean-Michel Bluteau | UMP-PR                        |          |
| les dades anteriors no són pas conegudes |                     |                               |          |
|                                          |                     |                               |          |

## Demografia
| A partir de 1990: Població sense dobles comptes |